# VfB 03 Bielefeld
Der VfB 03 Bielefeld, der Verein für Bewegungsspiele von 1903 e. V. Bielefeld, war ein Sportverein aus Bielefeld. Er wurde am 3. März 1903 gegründet und hatte die Vereinsfarben Rot und Weiß. Am 1. Juli 1999 fusionierte der VfB 03 mit der SpVgg Fichte Bielefeld zum VfB Fichte Bielefeld. Der Verein bot zuletzt die Sportarten Fußball, Tischtennis und Damengymnastik an. Früher gab es noch Abteilungen für Handball, Leicht- und Schwerathletik.
Bekannt wurde der VfB 03 durch seine Fußballabteilung. Die Mannschaft wurde 1931 Westdeutscher Vizemeister und erreichte damit die Endrunde um die deutsche Meisterschaft. Zwischen 1939 und 1942 spielte der VfB 03 in der damals erstklassigen Gauliga Westfalen. Nach dem Zweiten Weltkrieg folgten noch drei Jahre in der seinerzeit zweitklassigen II. Division West. Die Spieler des VfB 03 waren als die „Roten“ oder die „Hüpker“ bekannt. Das Wort „Hüpker“ kommt aus den plattdeutschen und bezeichnet junge Fußballspieler („junge Hüpfer“), die durch eine Gasse liefen und hüpften, um den Sportplatz zu erreichen.
Regionale Erfolge erzielten die Handballerinnen, die in den 1960er Jahren zweimal westdeutscher Vizemeister wurden.

## Geschichte

### Frühe Jahre und Westdeutsche Meisterschaft (1903 bis 1933)
| Saison             | Liga                         | Level | Platz | Tore  | Punkte |
| ------------------ | ---------------------------- | ----- | ----- | ----- | ------ |
| 1919/20            | Kreisliga Westfalen          | I     | 7.    | 19:35 | 9:15   |
| 1920/21            | Kreisliga Westfalen, Gr. Ost | I     | 3.    | 44:29 | 22:12  |
| 1921/22            | Gauliga Westfalen            | I     | 9.    | 16:31 | 10:26  |
| 1922/23            | Gauliga Westfalen, Gr. Ost   | I     | 3.    | 17:8  | 9:5    |
| 1923/24            | Gauliga Westfalen            | I     | 4.    | 67:21 | 31:7   |
| 1924/25            | Gauliga Westfalen            | I     | 4.    | 30:18 | 19:9   |
| 1925/26            | 1. BK Westfalen              | I     | 5.    | 62:47 | 33:23  |
| 1926/27            | 1. BK Westfalen, Gr. Ost     | I     | 4.    | 43:30 | 13:15  |
| 1927/28            | 1. BK Westfalen, Gr. Ost     | I     | 1.    | 49:19 | 24:4   |
| 1928/29            | 1. BK Westfalen, Gr. Ost     | I     | 4.    | 50:25 | 17:11  |
| 1929/30            | Bezirksliga Westfalen        | I     | 1.    | 34:13 | 24:4   |
| 1930/31            | Bezirksliga Westf., Gr. Ost  | I     | 1.    | 62:22 | 30:6   |
| 1931/32            | Bezirksliga Westf., Gr. Ost  | I     | 3.    | 51:34 | 24:16  |
| 1932/33            | Bezirksliga Westf., Gr. Ost  | I     | 2.    | 48:26 | 26:10  |
| BK = Bezirksklasse |                              |       |       |       |        |

Am 3. März 1903 wurde der Fechtverein Bielefelder SK Cheruskia gegründet, der 1907 seinen Namen in VfB 03 Bielefeld änderte. Gleichzeitig nahm der Verein erstmals am Ligenspielbetrieb teil und wurde in der Abteilung B des siebten Bezirkes Letzter. 1912 wurde die Mannschaft in der mittlerweile A-Klasse Westfalen, Gruppe Ost genannten Liga Zweiter hinter Preußen Münster. Bis zum ersten Erfolg sollten noch drei weitere Jahre vergehen. Durch den Ausbruch des Ersten Weltkrieges kam der reguläre Spielbetrieb zum Erliegen und es wurde nur noch auf Bezirksebene gespielt. In der Bezirksliga Ravensberg-Lippe wurden der VfB 03 und der 1. BFC Arminia punktgleich Erster. Das Entscheidungsspiel konnten die „Hüpker“ mit 1:0 für sich entscheiden. Außerdem gewann der VfB durch einen 2:1-Sieg über die Arminia den Bezirkspokal.
Nach Kriegsende spielte der VfB mit unterschiedlichem Erfolg in der Ostgruppe der höchsten westfälischen Spielklasse, die zu dieser Zeit von der Arminia dominiert wurde. Im Jahre 1921 erwarb der Verein eine Brachfläche an der Heeper Straße, auf der die VfB-Kampfbahn entstand. Erst 1928 wurden die „Hüpker“ Gruppensieger, verloren aber das Finale um die Westfalenmeisterschaft gegen Borussia Rheine. Nun begann die erfolgreichste Zeit des Vereins. 1930 wurde der VfB Westfalenmeister und verpasste die Qualifikation zur Endrunde der Westdeutschen Meisterschaft nur knapp. Ein Jahr später war die Mannschaft erfolgreicher. In der Endrunde schlugen die „Roten“ Alemannia Aachen und trennten sich von Fortuna Düsseldorf und dem Meidericher SV unentschieden, wodurch der VfB Vizemeister wurde.
In der Endrunde um die deutsche Meisterschaft waren die „Hüpker“ jedoch chancenlos. Nachdem zahlreiche Spieler vom FC Schalke 04 wegen illegaler Zuwendungen gesperrt worden waren verzichtete der VfB auf seine bezahlten Starspieler. Folglich kam schon im Achtelfinale das Aus gegen den späteren Meister Hertha BSC um Hanne Sobek. Die Hauptstädter gewann die im Stadion Rote Erde in Dortmund vor 20.000 Zuschauern ausgetragene Partie mit 5:2. Die „Hüpker“ setzten dabei die folgenden Spieler ein: Hermann Fleckenstein, Erich Geisendörfer, Alfred Heinold, Karl Hoffmann, Josef Hornmersen, Erwin Huwendick, Erich Kramme, Gustav Nolte, Alfred Peperkorn, Max Schmitt, Ewald Strothmann. Die Tore für den VfB 03 Bielefeld erzielten Erwin Huwendick und Max Schmitt.

### Drittes Reich und Kriegsspielgemeinschaft (1933 bis 1945)
| Saison  | Liga                 | Level | Platz | Tore   | Punkte |
| ------- | -------------------- | ----- | ----- | ------ | ------ |
| 1933/34 | Bezirksklasse, Gr. 5 | II    | 1.    | 62:34  | 39:5   |
| 1934/35 | Bezirksklasse, Gr. 5 | II    | 1.    | 101:15 | 38:2   |
| 1935/36 | Bezirksklasse, Gr. 5 | II    | 1.    | 56:24  | 33:11  |
| 1936/37 | Bezirksklasse, Gr. 5 | II    | 2.    | 67:25  | 37:7   |
| 1937/38 | Bezirksklasse, Gr. 5 | II    | 3.    | 61:44  | 29:15  |
| 1938/39 | Bezirksklasse, Gr. 5 | II    | 1.    | 72:19  | 32:4   |
| 1939/40 | Gauliga Westfalen    | I     | 5.    | 45:47  | 19:17  |
| 1940/41 | Gauliga Westfalen    | I     | 3.    | 53:33  | 29:15  |
| 1941/42 | Gauliga Westfalen    | I     | 10.   | 20:60  | 6:30   |
| 1943/44 | Gauliga Westfalen    | I     | 10.   | 23:50  | 10:26  |
| 1944/45 | Gauliga Westfalen    | I     | abg.  | 2:2    | 1:1    |

1933 verpasste der VfB die Qualifikation für die neu eingeführte Gauliga Westfalen und spielte fortan in der zweitklassigen Bezirksklasse. Auf Anhieb wurden die „Hüpker“ Meister, scheiterten aber in der folgenden Aufstiegsrunde. Union Recklinghausen hatte einen besseren Torquotienten. Auch 1935 und 1936 scheiterte der VfB 03 in der Aufstiegsrunde am TuS Bochum 08 und dem Erler SV 08 bzw. dem SV Rotthausen und Borussia Dortmund, ehe die „Roten“ in den folgenden zwei Jahren der Arminia den Vortritt lassen musste.
Erst 1939 wurde die Mannschaft wieder Meister der Bezirksklasse und schaffte in der Aufstiegsrunde den Sprung in die Gauliga. Gleichzeitig qualifizierte sich die Mannschaft für den Tschammerpokal, dem Vorläufer des heutigen DFB-Pokals. In der ersten Runde unterlagen die „Hüpker“ jedoch dem VfL Osnabrück mit 1:3. In der ersten Gauligasaison sorgte der VfB für Furore. Am 18. Februar 1940 siegte die Mannschaft sensationell durch drei Tore des Spielers Kaiser mit 3:1 gegen Schalke 04; eine von nur sechs Gauliganiederlagen der Gelsenkirchener zwischen 1933 und 1944. Nach Platz fünf in der Saison 1939/40 wurden die „Roten“ ein Jahr später sogar Dritter. Beide Spiele gegen Borussia Dortmund wurden im Saisonverlauf gewonnen.
Danach ging es sportlich bergab. Der VfB wurde in der Saison 1941/42 Letzter und stieg wieder in die Zweitklassigkeit ab. Am 25. Juli 1943 ging der VfB 03 mit dem DSC Arminia eine Kriegsspielgemeinschaft (KSG) ein. Der so genannte „Bielefelder Fußballrest“ war jedoch chancenlos und beendete die Gauligasaison 1943/44 auf dem letzten Platz. Nach der Saison wurde die Gauliga aufgelöst und durch drei Kriegs-Gauklassen ersetzt. In dieser trug die KSG jedoch nur ein Spiel gegen Union Herford aus, welches 1:1 endete.
Abseits des Fußballplatzes arrangierte sich der Verein mit dem Nationalsozialismus. Der spätere Vereinspräsident und Sponsor Walter Goldmann wurde wegen seiner jüdischen Herkunft aus dem Verein ausgeschlossen. Seine Eltern ermöglichten ihm die Flucht aus Deutschland, ehe er 1953 nach Bielefeld zurückkehrte. Im Jahre 1935 wurden an der VfB-Kampfbahn Schilder aufgehängt, nachdem Juden im Stadion „unerwünscht“ seien. Die häufig getroffene Aussage, dass der Lokalrivale Arminia Bielefeld bei der Unterstützung des Nazi-Regimes in der Stadt alleine stand erwies sich somit als falsch.

### Nachkriegszeit (1945 bis 1963)
| Saison  | Liga                     | Level | Platz | Tore  | Punkte |
| ------- | ------------------------ | ----- | ----- | ----- | ------ |
| 1945/46 | Landesliga, Gr. 2        | I     | 6.    | 29:38 | 15:17  |
| 1946/47 | Landesliga, Gr. 2        | I     | 5.    | 28:46 | 16:20  |
| 1947/48 | Landesliga, Gr. 2        | II    | 3.    | 53:36 | 29:19  |
| 1948/49 | Landesliga, Gr. 3        | II    | 5.    | 47:31 | 30:22  |
| 1949/50 | Landesliga, Gr. 1        | III   | 1.    | 65:36 | 40:20  |
| 1950/51 | II. Division West. Gr. 1 | II    | 11.   | 48:58 | 26:34  |
| 1951/52 | II. Division West, Gr. 1 | II    | 14.   | 58:76 | 26:38  |
| 1952/53 | Landesliga, Gr. 1        | III   | 1.    | 75:35 | 39:13  |
| 1953/54 | Landesliga, Gr. 1        | III   | 3.    | 62:25 | 37:15  |
| 1954/55 | Landesliga, Gr. 1        | III   | 1.    | 70:23 | 47:13  |
| 1955/56 | II. Division West        | II    | 16.   | 29:52 | 17:43  |
| 1956/57 | Verbandsliga, Gr. 1      | III   | 9.    | 49:42 | 28:32  |
| 1957/58 | Verbandsliga, Gr. 1      | III   | 9.    | 44:47 | 29:31  |
| 1958/59 | Verbandsliga, Gr. 1      | III   | 6.    | 50:49 | 31:29  |
| 1959/60 | Verbandsliga, Gr. 1      | III   | 3.    | 51:30 | 39:21  |
| 1960/61 | Verbandsliga, Gr. 1      | III   | 6.    | 32:26 | 28:28  |
| 1961/62 | Verbandsliga, Gr. 1      | III   | 8.    | 39:39 | 26:30  |
| 1962/63 | Verbandsliga, Gr. 1      | III   | 1.    | 46:21 | 39:17  |

Nach dem Ende des Zweiten Weltkrieges diskutierten die Verantwortlichen des VfB 03 und der Arminia über eine Fusion, die jedoch nicht zustande kam. Die 18 Vereine, die zwischen 1939 und 1944 in der Gauliga Westfalen spielten, bildeten als Provisorium die zweigleisige Landesliga. Während die Arminia absteigen musste, wurde der VfB 03 Sechster. Ein Jahr später verpassten die „Hüpker“ jedoch als Fünfter die Qualifikation zur Oberliga West. 1949 schafften die „Roten“ die Qualifikation für die neu geschaffene II. Division West nicht und rutschten erstmals in die Drittklassigkeit ab. 1950 stiegen die „Hüpker“ als westfälischer Vizemeister in die II. Division auf. Zwar unterlagen die Bielefelder in den Endspielen um die Westfalenmeisterschaft dem TSV Detmold mit 1:1 und 0:4, konnten aber durch freiwillige Rückzüge verschiedener Zweitligisten aufrücken.
Bereits nach zwei Jahren musste die Mannschaft wieder abstiegen. 1953 später wurde der VfB Westfalenmeister. Am letzten Spieltag setzten sich die „Hüpker“ mit 3:2 beim Hombrucher FV 09 durch und verwiesen den TSV Hüls auf den zweiten Platz. Als Westfalenmeister verzichtete der Verein auf die Aufstiegsmöglichkeit und nahm an der deutschen Amateurmeisterschaft teil. In der Vorrunde blieben die „Roten“ gegen Hertha Zehlendorf, TuRa Bremen und den TuS Güldenstern Stade ohne Punktverlust. Höhepunkt war das Spiel gegen Zehlendorf vor 35.000 Zuschauern im Berliner Olympiastadion. Im Halbfinale schied die Mannschaft jedoch nach einer 2:4-Niederlage gegen den Homberger SV aus.
1955 wurden die „Hüpker“ westfälischer Vizemeister hinter Eintracht Gelsenkirchen. Am letzten Spieltag der Runde trafen beide Mannschaften in der Gelsenkirchener Glückauf-Kampfbahn aufeinander. Das torlose Remis sicherte der Eintracht die Meisterschaft. Da sowohl der Mittelrheinmeister SV Bergisch Gladbach 09 als auch der Vizemeister Stolberger SV auf den Aufstieg in die II. Division verzichteten wurde ein Entscheidungsspiel gegen den niederrheinischen Vizemeister Homberger SpV angesetzt. Die „Roten“ gewannen das in Dortmund ausgetragene Spiel mit 2:1 und schaffte den Aufstieg in die II. Division West. Nach nur einer Saison folgte der sofortige Wiederabstieg. Die Saison 1955/56 war die letzte, in der der VfB 03 eine Liga höher als die Arminia spielte.
Als neue höchste westfälische Spielklasse wurde 1956 die zweigleisige Verbandsliga eingerichtet, wo der VfB 1960 mit zwei Punkten Rückstand auf Meister BV Selm Dritter wurde. Zwischenzeitlich verhandelten die „Hüpker“ 1959 mit der Arminia über eine Fusion. Diese platzte, nachdem VfB-Präsident Walter Goldmann forderte, dass die Arminia „erst ihre Finanzen in Ordnung bringen müsse“. 1962 stieg die Arminia in die II. Division West auf, womit sich die Wege beider Vereine bis heute trennten. Ein Jahr später wurde der VfB Meister der Nordostgruppe und traf im Finale um die Westfalenmeisterschaft auf den Lüner SV, unterlag jedoch im Hammer Jahnstadion mit 1:3. Dadurch verpasste die Mannschaft die Chance, sich für die neu eingeführte Regionalliga West zu qualifizieren.

### Verbandsligajahre (1963 bis 1973)
| Saison  | Liga                | Level | Platz | Tore  | Punkte |
| ------- | ------------------- | ----- | ----- | ----- | ------ |
| 1963/64 | Verbandsliga, Gr. 1 | III   | 2.    | 65:42 | 41:23  |
| 1964/65 | Verbandsliga, Gr. 1 | III   | 5.    | 47:42 | 33:27  |
| 1965/66 | Verbandsliga, Gr. 1 | III   | 3.    | 64:35 | 39:17  |
| 1966/67 | Verbandsliga, Gr. 1 | III   | 4.    | 47:37 | 33:23  |
| 1967/68 | Verbandsliga, Gr. 1 | III   | 7.    | 37:40 | 29:31  |
| 1968/69 | Verbandsliga, Gr. 1 | III   | 6.    | 45:28 | 33:27  |
| 1969/70 | Verbandsliga, Gr. 1 | III   | 8.    | 59:47 | 33:27  |
| 1970/71 | Verbandsliga, Gr. 1 | III   | 6.    | 54:43 | 33:27  |
| 1971/72 | Verbandsliga, Gr. 1 | III   | 8.    | 44:37 | 31:29  |
| 1972/73 | Verbandsliga, Gr. 1 | III   | 1.    | 70:36 | 41:19  |

In den folgenden Jahren gehörte der VfB zu den Spitzenmannschaften ihrer Verbandsligastaffel. 1964 wurde die Mannschaft Vizemeister hinter Eintracht Gelsenkirchen, bevor die „Hüpker“ zwei Jahre später den dritten Platz belegten. In den späten 1960er Jahren fiel die Mannschaft jedoch sportlich ins Mittelmaß der Liga zurück. Zur Saison 1967/68 planten der VfB und der Lokalrivale SpVgg Fichte eine Fusion der Vereine, dessen Produkt den Namen 1. Bielefelder Sport-Vereinigung tragen sollte. Beide Vereine hofften darauf, sich nicht mehr gegenseitig die Sponsoren wegnehmen zu müssen. Allerdings konnten sich die Vereine nicht auf die Bedingungen für eine Fusion einigen, so dass die Pläne verworfen wurden.
Im Jahre 1970 verkaufte der hochverschuldete und in seiner Existenz bedrohte VfB seine vereinseigene VfB-Kampfbahn an das Handelsunternehmen Marktkauf, dass an gleicher Stelle einen Supermarkt baute. Fortan spielten die „Hüpker“ im Stadion Rußheide, wo bereits der spätere Fusionspartner SpVgg Fichte spielte. Nach zwei Jahren im Mittelfeld der Tabelle wurden die „Roten“ erneut Meister der Gruppe 1, nachdem die Mannschaft das Entscheidungsspiel gegen den punktgleichen SC Hassel in Hamm mit 3:1 gewannen. Dabei hatte der VfB 03 am letzten Spieltag schon die Möglichkeit gehabt, den Titel zu sichern, jedoch verlor die Mannschaft vor 5.000 Zuschauern beim SC Hassel mit 1:3.
Im Finale um die Westfalenmeisterschaft schlugen die „Roten“ unter Trainer Willi Haubrock den Meister der Gruppe 2 Rot-Weiss Lüdenscheid in Lünen durch zwei Tore von Bernd Spiekerkötter mit 2:1. In der Aufstiegsrunde zur Regionalliga West trafen die „Hüpker“ neben Rot-Weiß Lüdenscheid auf den Mittelrheinmeister SC Viktoria Köln und den Niederrheinmeister Union Ohligs. Die Bielefelder starteten mit einem 3:0-Sieg über Viktoria Köln und hoffte bereits auf Regionalligaderbys gegen die Arminia. Die folgenden fünf Spiele wurden jedoch allesamt verloren und die „Roten“ beendete die Aufstiegsrunde als Tabellenletzter. Da mit Rot-Weiss Essen und Fortuna Köln zwei westdeutsche Regionalligisten in die Bundesliga aufstiegen und mit Rot-Weiß Oberhausen nur einer aus der Bundesliga abstieg, genügte bereits der vorletzte Platz für den Aufstieg.

### Niedergang (1973 bis 1987)
| Saison  | Liga                | Level | Platz | Tore  | Punkte |
| ------- | ------------------- | ----- | ----- | ----- | ------ |
| 1973/74 | Verbandsliga, Gr. 1 | III   | 12.   | 47:44 | 30:30  |
| 1974/75 | Verbandsliga, Gr. 1 | III   | 16.   | 40:56 | 27:41  |
| 1975/76 | Verbandsliga, Gr. 1 | III   | 18.   | 27:99 | 6:62   |
| 1976/77 | Landesliga, Gr. 1   | IV    | 2.    | 65:42 | 41:23  |
| 1977/78 | Landesliga, Gr. 1   | IV    | 6.    | 56:43 | 34:26  |
| 1978/79 | Landesliga, Gr. 1   | V     | 7.    | 59:40 | 31:29  |
| 1979/80 | Landesliga, Gr. 1   | V     | 3.    | 80:43 | 40:20  |
| 1980/81 | Landesliga, Gr. 1   | V     | 1.    | 67:31 | 51:9   |
| 1981/82 | Verbandsliga, Gr. 1 | IV    | 4.    | 72:43 | 40:20  |
| 1982/83 | Verbandsliga, Gr. 1 | IV    | 8.    | 63:67 | 31:37  |
| 1983/84 | Verbandsliga, Gr. 1 | IV    | 6.    | 55:45 | 37:31  |
| 1984/85 | Verbandsliga, Gr. 1 | IV    | 7.    | 56:45 | 40:28  |
| 1985/86 | Verbandsliga, Gr. 1 | IV    | 16.   | 42:69 | 27:45  |
| 1986/87 | Landesliga, Gr. 1   | V     | 15.   | 40:63 | 21:39  |

In den folgenden Jahren ging es sportlich bergab. Nachdem die Mannschaft in der Saison 1973/74 gerade noch die Klasse halten konnte, mussten die Bielefelder ein Jahr später in die Abstiegsrelegation gegen SuS Hüsten 09. Die Sauerländer setzten sich mit 2:1 und 2:2 durch. Da mit Westfalia Herne ein westfälischer Verbandsligist in die 2. Bundesliga aufstieg und kein westfälischer Zweitligist den entgegengesetzten Weg nahm verloren die Relegationsspiele ihre Bedeutung und der VfB 03 blieb Verbandsligist.
Die sportliche Talfahrt war damit allerdings nur aufgeschoben. In der Saison 1975/76 wurden die „Hüpker“ mit nur 6:26 Punkten abgeschlagener Letzter und stieg erstmals in die Viertklassigkeit ab. Während der gesamten Saison blieb die Mannschaft ohne Sieg. Der direkte Wiederaufstieg wurde verpasst, da die Mannschaft hinter dem Mitabsteiger TuS Schloß Neuhaus nur Vizemeister wurde. Im Jahre 1978 verpassten die „Roten“ als Sechster den Wiederaufstieg in die Verbandsliga, als es durch die Einführung der Oberliga Westfalen einen erhöhten Aufstieg gab. Statt nur der Meister stiegen gleich die ersten vier der Tabelle auf.
Somit war der VfB erstmals in seiner Vereinsgeschichte nur noch fünftklassig. Im Jahre 1980 qualifizierten sich die Bielefelder wieder für den DFB-Pokal. In der ersten Runde traf die Mannschaft auf den württembergischen Verbandsligisten VfB Friedrichshafen. Vor nur 400 Zuschauern konnte Neeven die Gästeführung ausgleichen. Zwei Tore der Friedrichshafener in den letzten fünf Minuten besiegelten die 1:3-Niederlage der „Hüpker“.
Erfolgreicher war die Mannschaft von Trainer Peter Albersmeier in der Meisterschaft. In der Saison 1980/81 gelang als Meister die Rückkehr in die Verbandsliga. Nach einem vierten Platz in der Aufstiegssaison konnten sich die „Roten“ im gesicherten Mittelfeld etablieren. Nach fünf Jahren folgte 1986 der erneute Abstieg in die Landesliga. Die „Hüpker“ wurden in der Landesligasaison 1986/87 nach unten durchgereicht und mussten nun in der sechstklassigen Bezirksliga antreten.

### Die letzten Jahre vor der Fusion (1987 bis 1999)
| Saison  | Liga                | Level | Platz | Tore  | Punkte |
| ------- | ------------------- | ----- | ----- | ----- | ------ |
| 1987/88 | Bezirksliga, Gr. 2  | VI    | 7.    | 51:45 | 32:32  |
| 1988/89 | Bezirksliga, Gr. 2  | VI    | 4.    | 54:42 | 37:23  |
| 1989/90 | Bezirksliga, Gr. 2  | VI    | 1.    | 85:38 | 45:15  |
| 1990/91 | Landesliga, Gr. 1   | V     | 5.    | 64:45 | 34:26  |
| 1991/92 | Landesliga, Gr. 1   | V     | 11.   | 51:69 | 23:33  |
| 1992/93 | Landesliga, Gr. 1   | V     | 9.    | 43:55 | 28:32  |
| 1993/94 | Landesliga, Gr. 1   | V     | 5.    | 48:47 | 32:28  |
| 1994/95 | Landesliga, Gr. 1   | VI    | 8.    | 41:44 | 29:31  |
| 1995/96 | Landesliga, Gr. 1   | VI    | 1.    | 46:26 | 54     |
| 1996/97 | Verbandsliga, Gr. 1 | V     | 14.   | 23:44 | 21     |
| 1997/98 | Landesliga, Gr. 1   | VI    | 1.    | 54:18 | 57     |
| 1998/99 | Verbandsliga, Gr. 1 | V     | 9.    | 35:36 | 41     |

In der Abstiegssaison 1987/88 wurde mit Platz sieben der sportliche Tiefpunkt der Vereinsgeschichte erreicht. Nach einem vierten Platz in der folgenden Spielzeit schaffte der VfB im Jahre 1990 den Aufstieg in die Landesliga mit einem Punkt Vorsprung auf die TSG Harsewinkel. In der Landesliga erreichte der VfB 1991 und 1994 jeweils den fünften Platz und stand weiterhin im sportlichen Schatten der SpVgg Fichte. Zwischenzeitlich mussten die „Hüpker“ in der Saison 1991/92 lange um den Klassenerhalt zittern, wurden jedoch mit fünf Punkten Vorsprung auf den ersten Absteiger VfL Mennighüffen Elfter.
Schließlich gelang der Mannschaft in der Saison 1995/96 die Rückkehr in die Verbandsliga. Obwohl der VfB 03 zu Beginn der Winterpause 13 Punkte Rückstand auf Tabellenführer SV Steinheim aus dem Kreis Höxter aufwies, beendeten beide Mannschaften die Saison punktgleich. Es wurde ein Entscheidungsspiel um die Meisterschaft in Horn-Bad Meinberg notwendig, dass die „Roten“ unter Trainer Mario Ermisch mit 4:1 gewinnen und damit nach zehn Jahren in die Verbandsliga zurückkehrten.
In den letzten Jahren seiner Existenz wurden die „Hüpker“ zu einer Fahrstuhlmannschaft. Der Klassenerhalt wurde mit vier Punkten Rückstand auf den VfB Waltrop verpasst. Nach einem weiteren Jahr Landesliga schafften die Bielefelder im Jahre 1998 den sofortigen Wiederaufstieg als Meister mit drei Punkten Vorsprung auf den Lokalrivalen SV Gadderbaum. Somit ging der VfB 03 Bielefeld in seine letzte Spielzeit als Verbandsligist und beendete die Saison 1998/99 als Tabellenneunter. Die „Roten“ waren punktgleich mit dem Fusionspartner SpVgg Fichte, wobei Fichte aufgrund der besseren Tordifferenz Achter wurde. Die Fusion verlief nicht ganz reibungslos. Während die Mitglieder des VfB 03 sofort zustimmten gaben die Fichte-Mitglieder erst in der zweiten Abstimmung grünes Licht für den Zusammenschluss.

## Erfolge
- Teilnahme an der Deutschen Fußballmeisterschaft: 1931
- Teilnahme am DFB-Pokal: 1980/81
- Halbfinalist der Deutschen Amateurmeisterschaft: 1953
- Westdeutscher Vizemeister: 1931
- Westfalenmeister: 1930, 1931, 1953, 1973
- Meister der Verbandsliga Westfalen 1: 1963, 1973
- Meister der Landesliga Westfalen 1: 1950, 1953, 1955, 1981, 1996, 1998

## Persönlichkeiten

### Spieler
| - Walter Bulik - Karl-Heinz Diehl - Walter Düding - Justus Eccarius - Andreas Ellguth - Peter Füllbier - Reinhard Haseldiek - Karl-Heinz Henke | - Siegfried Hessenauer - Karl Hoffmann - Otto Höxtermann - Horst Jablonowski - Franz Klepacz - Efthimios Kompodietas - Herbert Konieczny - Herbert Kordfunke | - Günter Lubasch - Adolf Lukaschewski - Wilfried Meinert - Wolfgang Mittendorf - Bernd Naschke - Wilhelm Noë - Willi Nolting - Karl-Heinz Nonnenbruch | - Friedhelm Renno - Hannes Sachs - Hans-Joachim Sommer - Bernd Spiekerkötter - Dieter Schulz - Adolf Urban - Joachim Werner - Klemens Zielinski |

### Trainer
- Willi Haubrock
- Fritz Kerr
- Hellmut Meidt
- Wilhelm Noë
- Georg Stürz
- Erwin Türk

## Umfeld

### Stadien
Der VfB 03 Bielefeld spielte zunächst auf einem Sportplatz an der Theesener Straße im Stadtteil Schildesche. 1921 erwarb der Verein eine brach liegende Fläche an der Heeper Straße, Ecke Huberstraße und eröffnete drei Jahre später die VfB-Kampfbahn, die 15.000 Zuschauern Platz bot. Im Jahre 1970 verkaufte der Verein das Stadion an die Marktkauf Holding, die dort einen Supermarkt errichtete. Zwei Jahre zuvor wechselten die „Hüpker“ in das Stadion Rußheide, in dem bereits der spätere Fusionspartner SpVgg Fichte Bielefeld spielte. Die Rußheide an der Mühlenstraße bietet Platz für 12.000 Zuschauer und verfügt über eine Leichtathletikanlage.

### Zweite Mannschaft
Die zweite Mannschaft des VfB 03 Bielefeld spielte von 1963 bis 1976 in der Bezirksklasse. Größter Erfolg war die Vizemeisterschaft in der Saison 1965/66 hinter der Spvg Steinhagen. Im Jahre 1975 konnte die VfB-Reserve die Klasse erst nach einem 1:0-Sieg im Entscheidungsspiel gegen den SV Avenwedde halten, bevor die Mannschaft ein Jahr später abstieg.

### Fans
Die Anhängerschaft des VfB 03 kam in erster Linie aus dem proletarisch geprägten Osten der Stadt. Größter Rivale war bis in die frühen 1960er Jahre der Lokalrivale Arminia Bielefeld, der über bürgerliche Wurzeln verfügt. Spätestens in den 1920er Jahren entstand eine laut Arminia-Chronik „erbitterte Konkurrenzsituation“ um die sportliche Vorherrschaft in der Stadt. In der Endphase des Zweiten Weltkrieges vereinigten sich beide Clubs zu einer Kriegsspielgemeinschaft, die trotz der gegenseitigen Abneigung von den Fans angenommen wurde. In einer Festschrift zum 60-jährigen Jubiläum der Arminia hieß es, dass die Anhänger der Vereine „es durchaus in Ordnung fanden, dass sich der Bielefelder Fußballrest gegen alles zur Wehr setzte, was den Fußballruhm der Leinenstädter bedrohen wollte“.
Nach Kriegsende wurde über eine Fusion verhandelt, die jedoch scheiterte. Die Rivalität zwischen beiden Vereinen lebte wieder auf. So schrieb die Westfälische Zeitung am 26. November 1951, dass auf den Rängen eine „sensationslüsterne, zum Teil aber auch gereizte Stimmung herrschte“. Bei Derbys im Winter kam es immer wieder zu Schneeballschlachten zwischen den Anhängern. Spieler wie Herbert Kordfunke, die zum jeweiligen Rivalen wechselten, wurden als Verräter gebrandmarkt. Als sich die sportlichen Wege der Vereine trennten, wurde der spätere Fusionspartner SpVgg Fichte zum Hauptrivalen.

## Handball
Die Männermannschaft des VfB 03 Bielefeld erreichte im Jahre 1927 die Endrunde um die Westdeutsche Meisterschaft, belegte dort allerdings den vorletzten Platz. Die Bielefelder konnten den Polizei SV Kassel und den Hagener SC 05 schlagen und erreichten ein Unentschieden bei der SpVgg Oberhausen-Styrum. Zehn Jahre später erreichten die VfB-Männer die Aufstiegsrunde zur seinerzeit erstklassigen Gauliga Westfalen. Dort blieb die Mannschaft allerdings ohne Punktgewinn und belegte den letzten Platz.
Die erfolgreichste Ära der VfB-Handballerinnen wurde im Jahre 1961 eingeläutet, als der damals erst 19-jährige Hartmut Neumeyer das Traineramt übernahm. Unter Neumeyer wurde der VfB 03 Bielefeld zweimal Westfalenmeister und zweimal westdeutscher Vizemeister im Feldhandball. Spielstätte war seinerzeit die Radrennbahn Bielefeld. 1964 verabschiedete sich Trainer Neumeyer zu einem namentlich nicht bekannten Verein aus Bünde. Im Jahre 1977 stiegen die VfB-Handballerinnen in die seinerzeit zweitklassige Regionalliga West auf, musste allerdings nach nur einer Saison als Tabellenletzter wieder absteigen.
Später bildete die Handballabteilung des VfB 03 gemeinsam mit den Handballern der Vereine TuRa 06 Bielefeld und FTuS Ost Bielefeld die Spielgemeinschaft HSG Ost Fichte Bielefeld.